# Умм-эль-Хашаб
Умм-эль-Хашаб (араб. أم الخشب‎) — деревня на северо-западе Иордании, расположенная на территории мухафазы Аджлун. Входит в состав района Аджлун.

## Географическое положение
Деревня находится в юго-восточной части мухафазы, в гористой местности, к востоку от реки Иордан, к северу от реки Эз-Зарка, на расстоянии приблизительно 28 километров (по прямой) к северо-западу от столицы страны Аммана.

## Население
По данным официальной переписи 2015 года численность население составляла 80 человек (51 мужчина и 29 женщин). В деревне насчитывалось 14 домохозяйств.
Динамика численности населения Умм-эль-Хашаба по годам:
| 1994 | 2015 |
| ---- | ---- |
| 21   | 80   |